# Parapercis xanthozona
Parapercis xanthozona és una espècie de peix de la família dels pingüipèdids i de l'ordre dels perciformes.

## Descripció
Fa 23 cm de llargària màxima i presenta una ratlla blanca des de la base superior de les aletes pectorals fins a la cua, taques al dors i una franja de color taronja-groc a la base de les aletes pectorals. Els mascles presenten línies diagonals i estretes a les galtes. 5 espines i 21 radis tous a l'aleta dorsal i 1 espina i 17-18 radis tous a l'anal.

## Alimentació
Es nodreix de petits invertebrats i peixos i el seu nivell tròfic és de 3,45.

## Hàbitat i distribució geogràfica
És un peix marí, associat als esculls (entre 10 i 20 m de fondària) i de clima tropical, el qual viu a la conca Indo-Pacífica: les àrees sorrenques protegides de poca fondària a prop dels esculls de llacunes i badies -sovint entre roques- des de les costes orientals d'Àfrica (Tanzània, Moçambic i Sud-àfrica) fins a Fiji, incloent-hi les illes Andaman, la Xina continental, Taiwan, el sud del Japó, Tailàndia, el Vietnam, Malàisia, Indonèsia, Papua Nova Guinea, les illes Salomó, les illes Filipines, Austràlia (Queensland i Nova Gal·les del Sud), Nova Caledònia, la república de Palau i Wallis i Futuna.

## Estat de conservació
A causa de les seues preferències costaneres i la seua associació amb els esculls de corall, és molt probable que estigui experimentant disminucions localitzades a conseqüència de la degradació del seu hàbitat, ja que es veu afectat pel desenvolupament costaner, la contaminació de l'aigua, la pesca destructiva, la destrucció dels coralls i les activitats turístiques. A més, és capturat per al comerç internacional de peixos ornamentals (tot i que no hi és una espècie gaire comuna).

## Observacions
És inofensiu per als humans.